# Ferme Bussierre

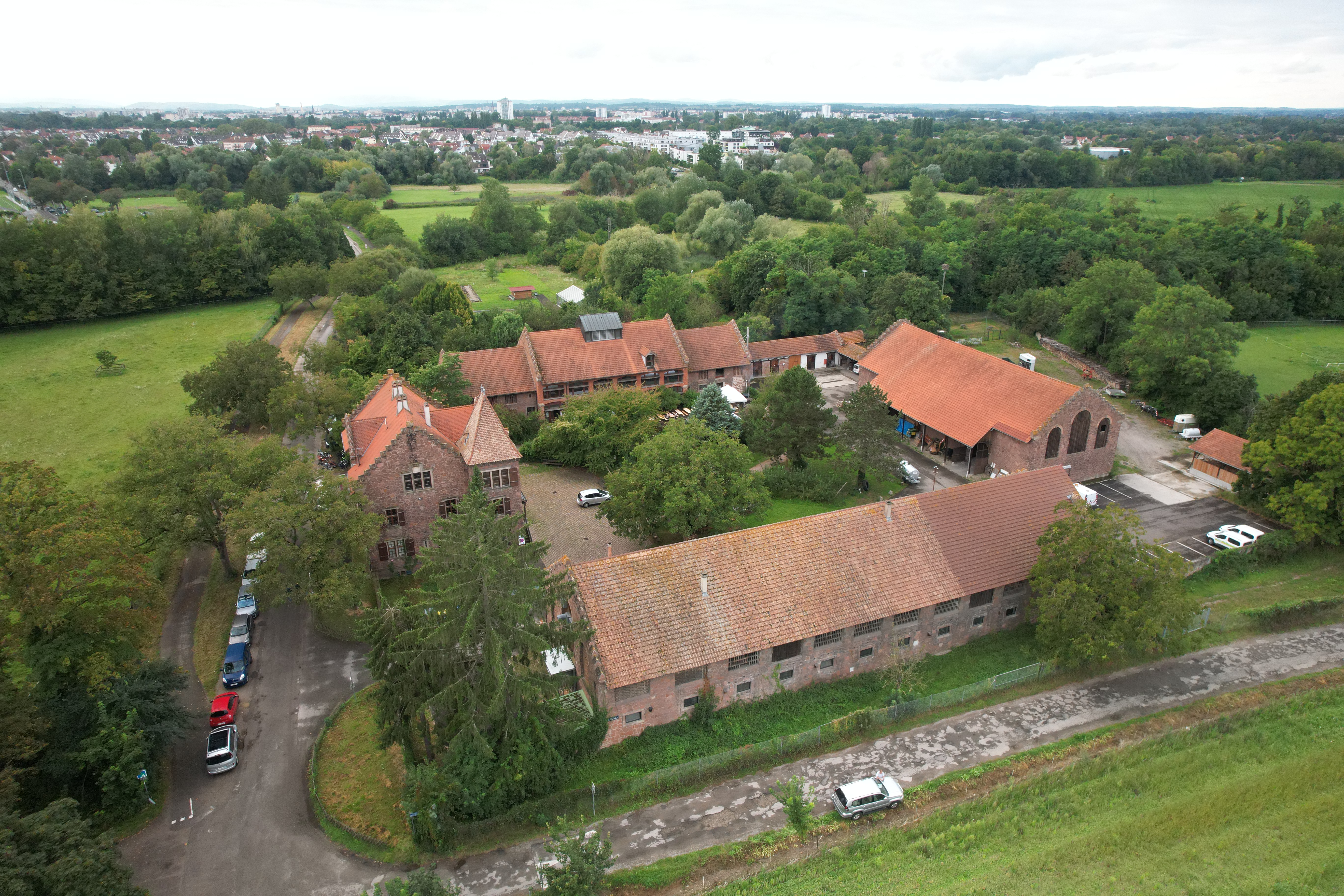
Vue aérienne de la Ferme Bussierre

La ferme Bussierre est une ancienne dépendance du château de Pourtalès, située au nord de Strasbourg, dans le quartier de la Robertsau, à proximité de la forêt de la Robertsau.

## Histoire
Comme en témoigne l'inscription figurant sur le pignon donnant sur la rue Kempf, elle est construite en 1876 par l'architecte alsacien Louis-Michel Boltz, à l'initiative du baron Alfred Renouard de Bussierre, père de Mélanie de Bussierre, future comtesse de Pourtalès.
Le bâtiment principal en pierre de grès rose est massif, de style néogothique, flanqué d'une tour. Il est bordé de pignons crénelés, comme les grandes dépendances qui encadrent une vaste cour.

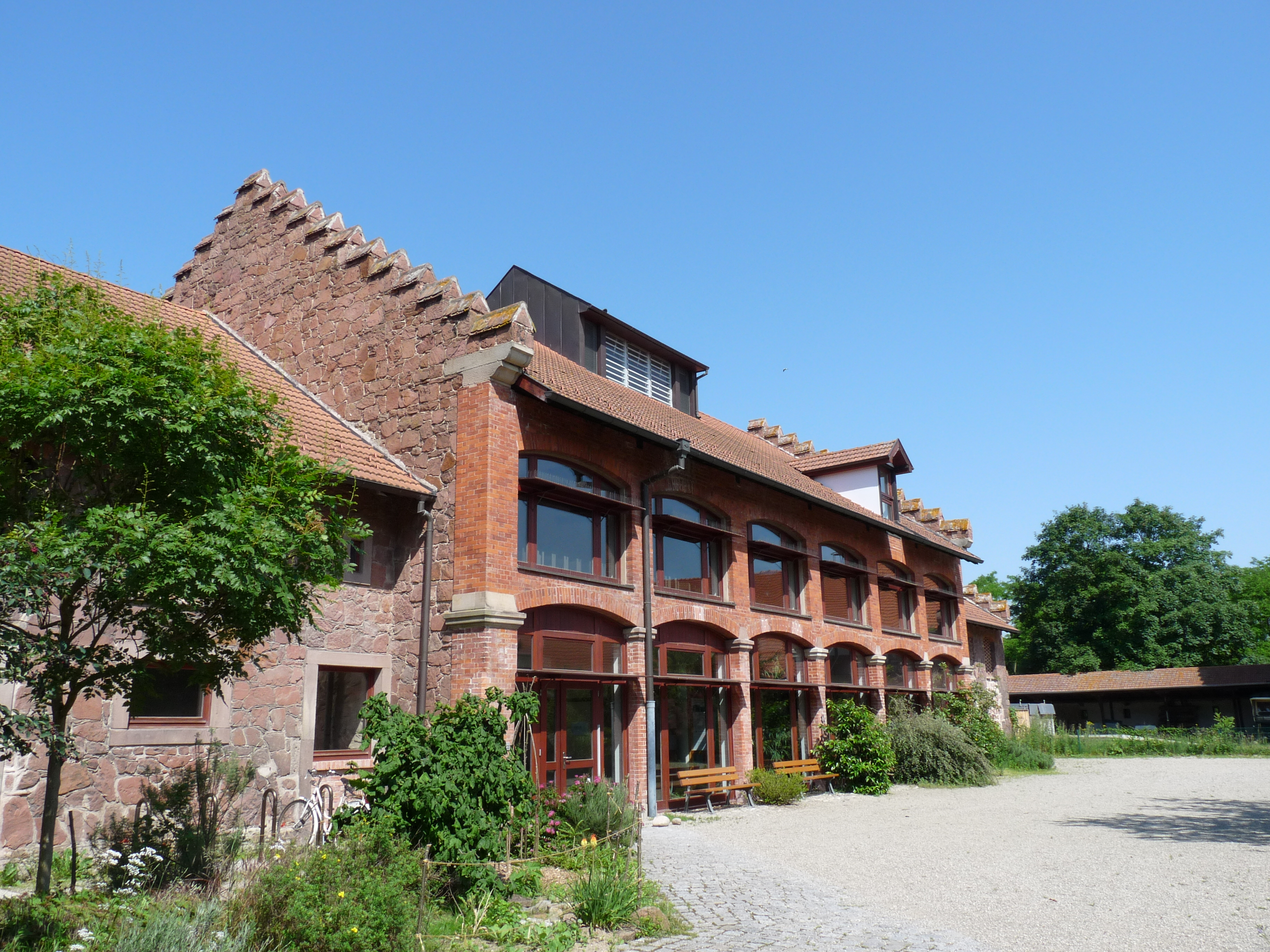
CINE de Bussierre.

L'ancienne ferme abrite aujourd'hui les services des espaces verts de la ville de Strasbourg, ainsi que le Centre d'initiation à la nature et à l'environnement de Bussierre.

## Galerie

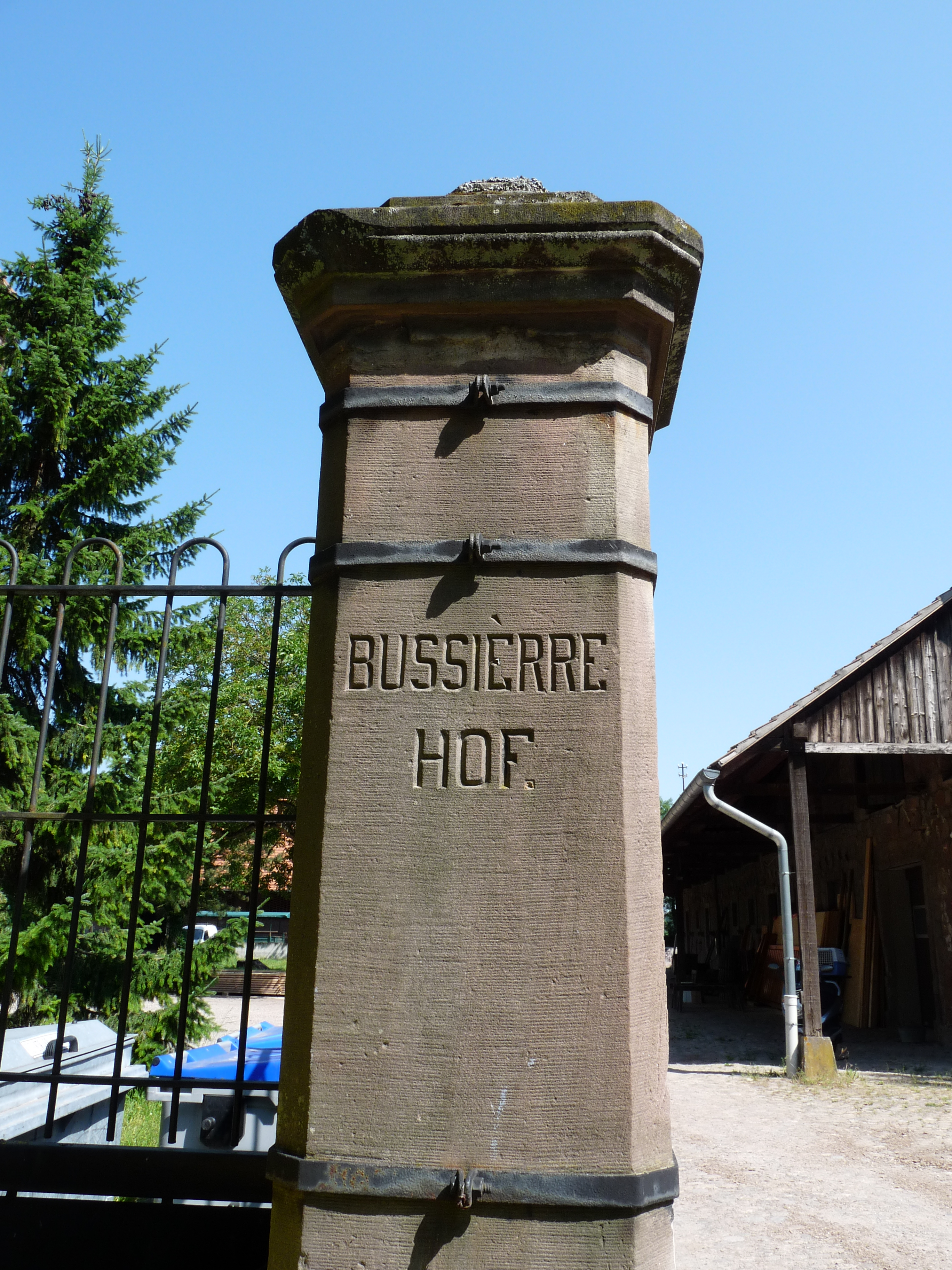
Entrée du domaine
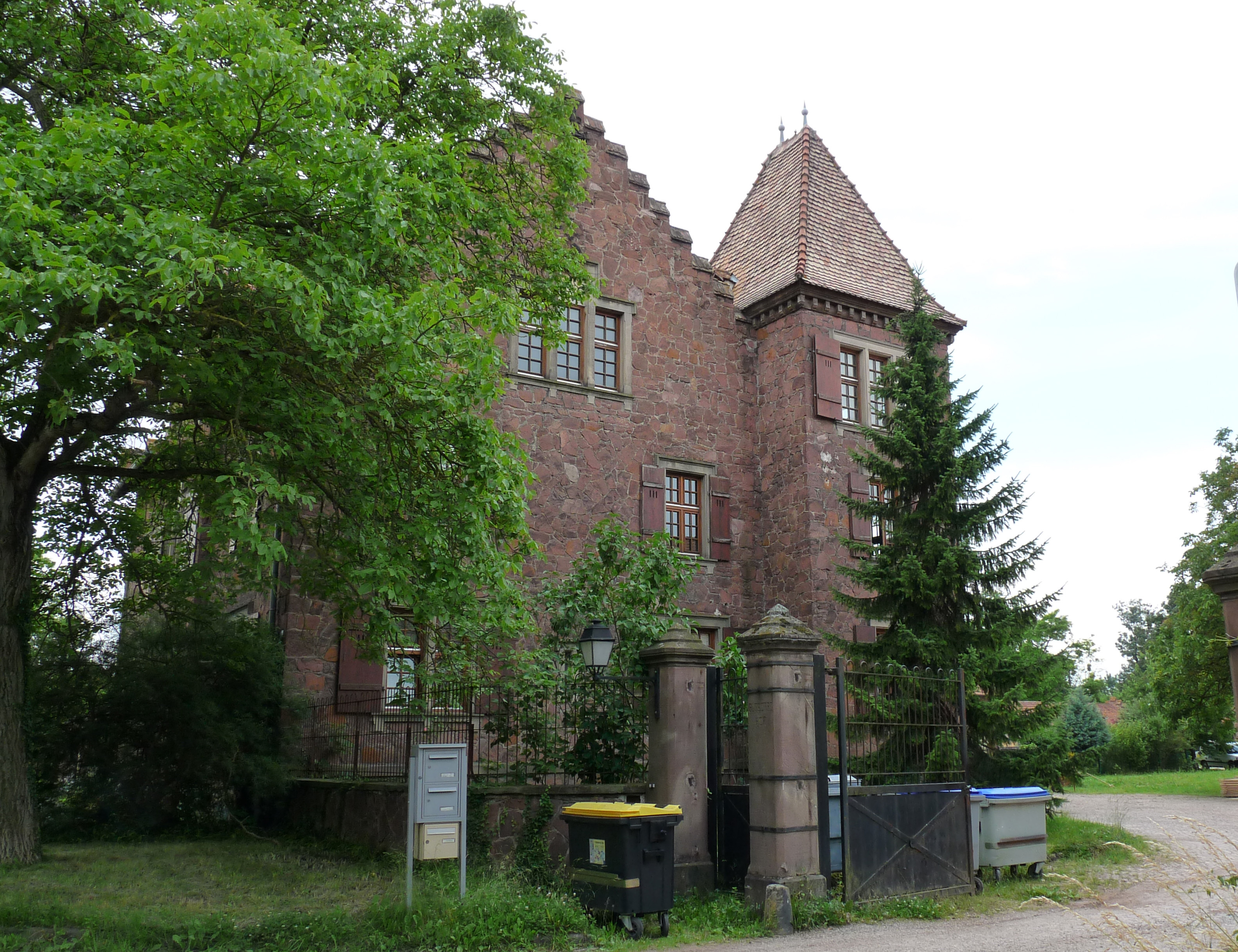
La tour
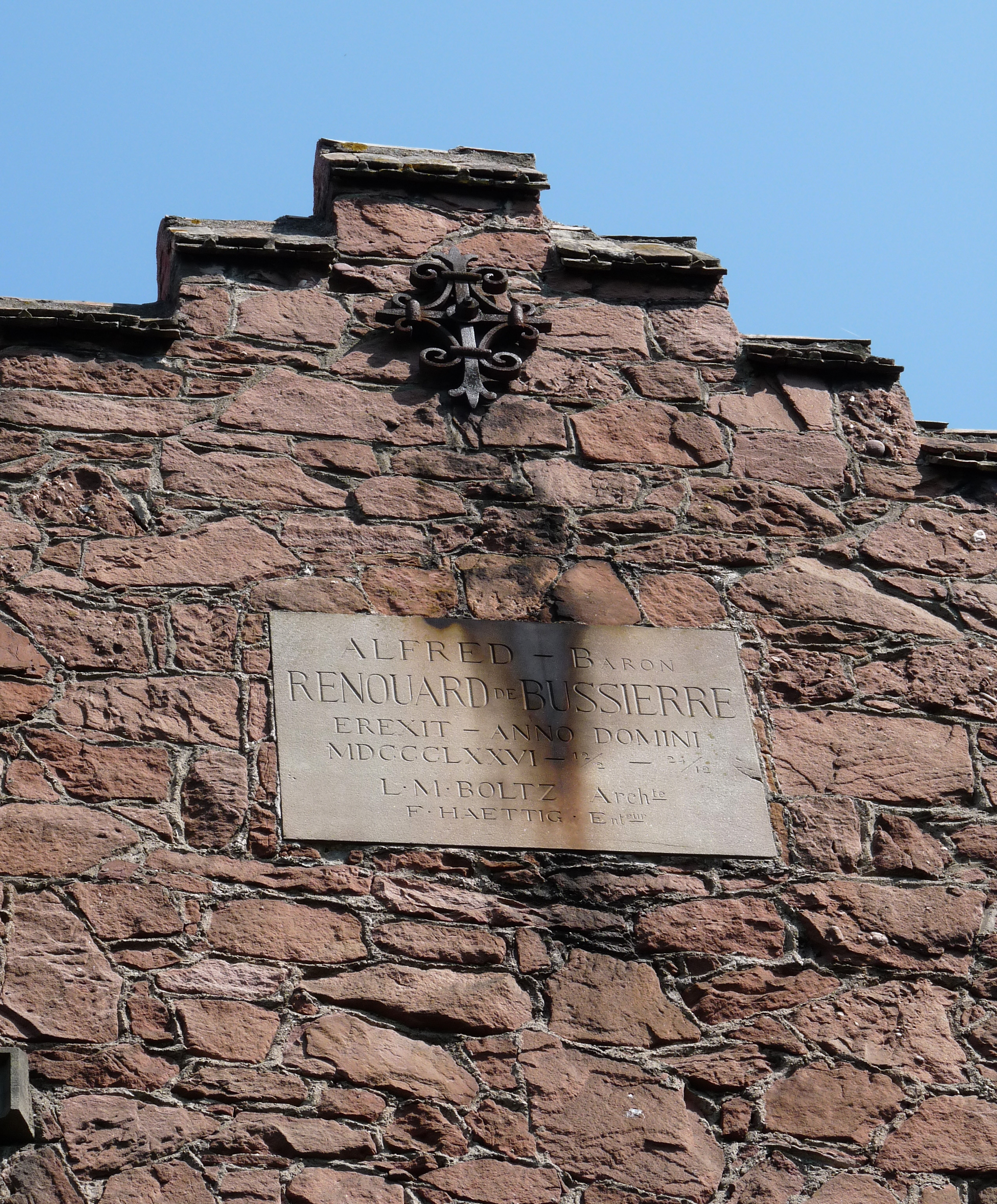
Inscription sur le pignon
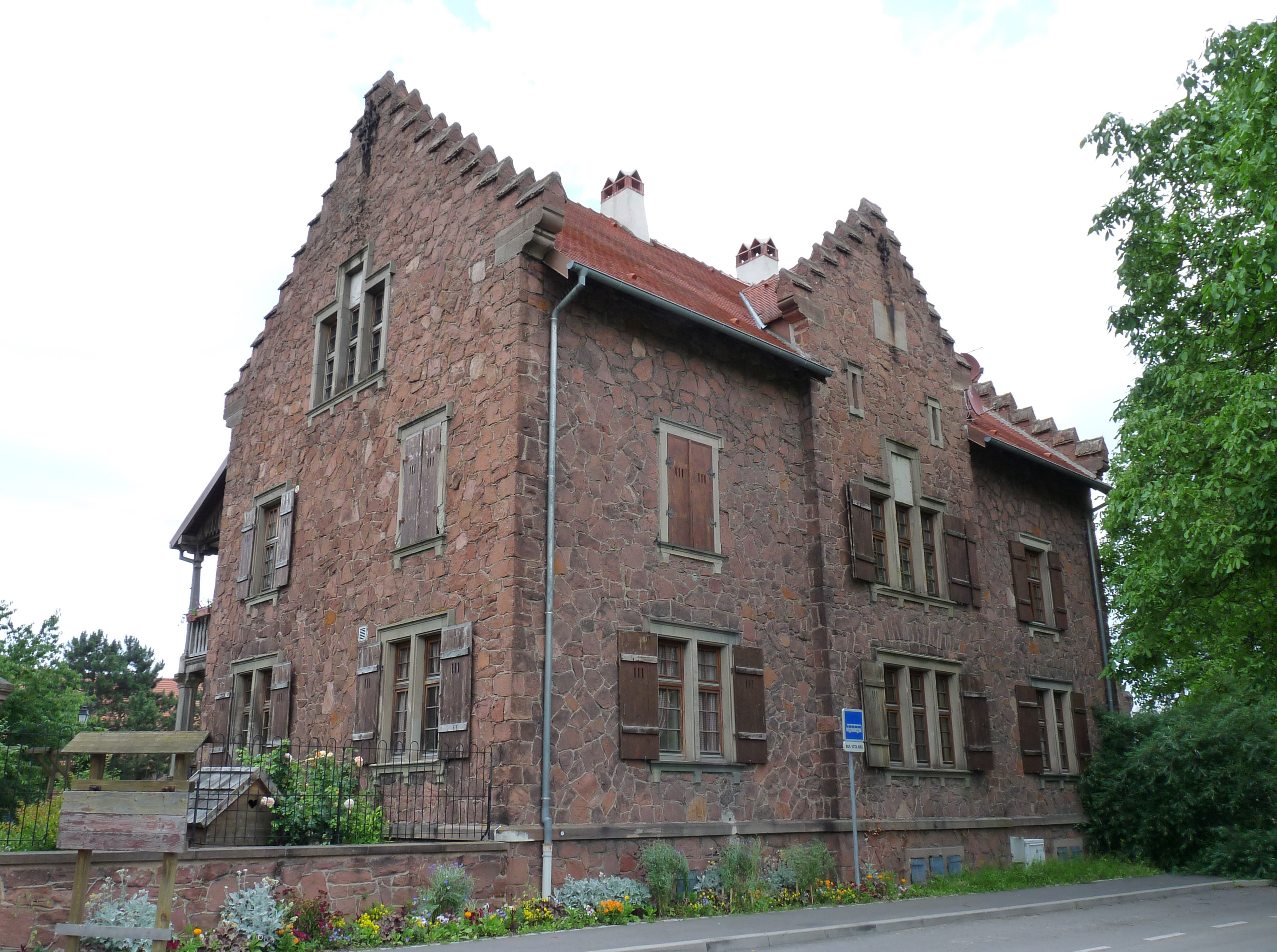
Façade en grès rose aux pignons crénelés